# 카틴 학살

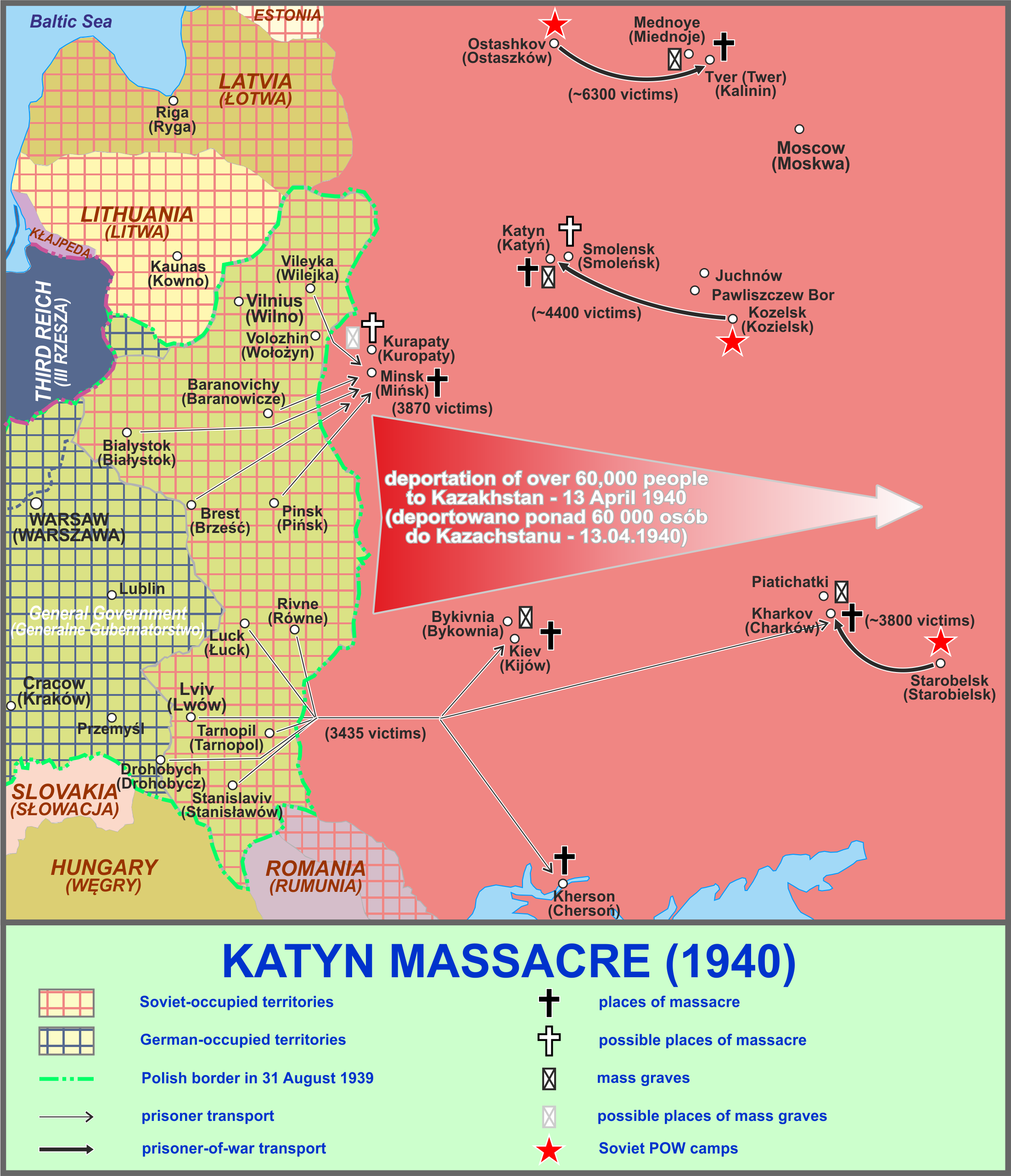
카틴 학살과 관련된 장소

카틴 학살(zbrodnia katyńska, 카틴 범죄, 카틴 사격, Катынский расстрел Katynskij rasstrel)은 소련 경찰기관이었던 내무인민위원회가 1940년 4월부터 5월까지 수행한 폴란드인 대량학살이다. 이러한 학살은 몇몇 장소에서 발생했지만, 공동묘지가 처음으로 발견되었던 카틴 숲의 이름을 따서 사건을 명명했다.
학살은 내무인민위원회 회장이었던 라브렌티 베리야가 1940년 3월 5일에 억류된 폴란드 장교들을 처형할 것을 제안하였고, 이오시프 스탈린을 비롯한 소련 공산당 정치국이 이를 승인하면서 발생했다. 희생자의 수는 22,000명으로 추산되고 있다. 희생자들은 러시아의 카틴 숲과 트베리 및 하르키우 감옥을 비롯한 곳곳에서 처형되었다. 1939년 소련의 폴란드 침공 기간 동안 8,000명의 장교가 수감되었고, 다른 6,000명은 경찰관이었다. 나머지 사망자들은 소련이 간첩 행위, 국가헌병대, 지주, 공장주, 파괴 공작원, 법조가, 공직자, 성직자로 여기는 폴란드 인텔리겐치아였다.
나치 독일 정부는 1943년 카틴 숲의 공동묘지를 발견했음을 선언했다. 런던에 본부를 둔 폴란드 망명정부는 국제 적십자 위원회에 조사를 요구했을 때, 스탈린은 즉각적으로 이 단체와의 외교 관계를 단절했다. 소련은 희생자들이 1941년 나치에 의해 살해되었다고 주장했으며, 학살을 수행한 세력이 공식적으로 내무인민위원회임이 인지되고 이를 규탄하던 1990년까지 학살에 대한 책임을 부인했고 지속적으로 이를 은폐했다.[a]
1990년부터 1991년까지 소련과 러시아의 감찰관은 학살과 관련해 소련 당국의 책임이 있음을 확인했으나 이를 전쟁범죄나 집단살해로 분류하는 것은 거절했다. 조사는 잔학행위의 시행자들이 이미 죽은 현장에서 종료되었고, 러시아 정부가 사망자들을 대숙청의 희생자로 분류하지 않았기 때문에 공식적인 사후의 명예회복 또한 적용될 수 없을 것으로 여겨졌다. 2010년 11월, 러시아 국가두마는 스탈린과 다른 소련 관계자들이 학살을 개인적으로 지시한 것을 비난하는 선언을 승인했다.

## 배경

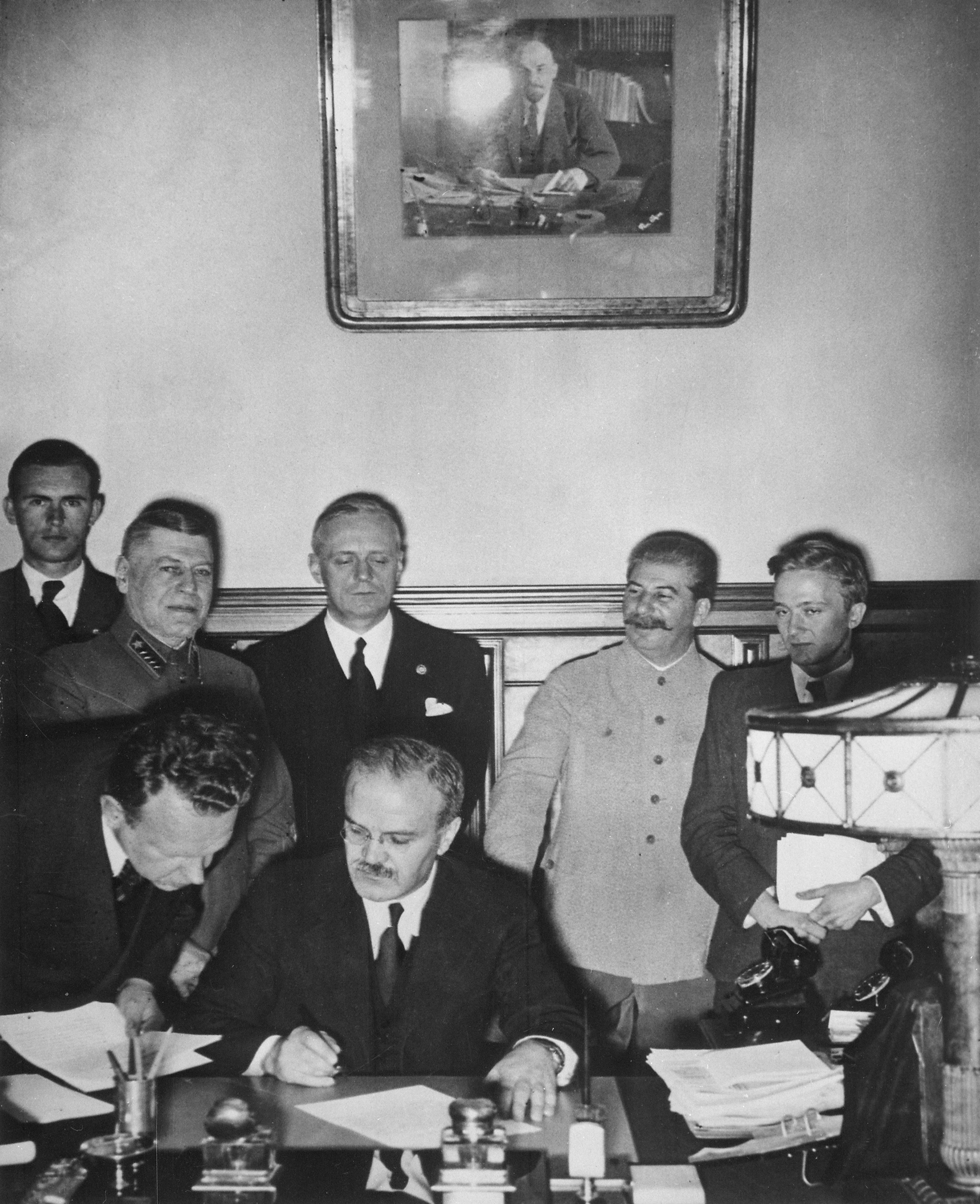
소련 외무성 뱌체슬라프 몰로토프가 독일-소련 불가침 조약에 서명하고 있다. 그의 뒤에는 요아힘 폰 리벤트로프와 이오시프 스탈린이 있다.

111,091명의 시민들이 내무인민위원회의 폴란드 작전 당시 처형되었을 것으로 보인다.
1939년 9월 1일, 나치 독일의 폴란드 침공이 개시되었다. 이어서 영국-폴란드 군사 동맹과 프랑스-폴란드 군사 동맹을 체결한 영국과 프랑스는 이러한 침공에 대비해 독일을 공격하기로 되어 있었고, 독일에게 철수를 요구했다. 1939년 9월 3일 독일이 이를 따르지 않자 영국, 프랑스, 그리고 대영제국의 구성국 대부분이 독일에 전쟁을 선포했지만, 폴란드에게 미미한 군사적 지원을 제공했다. 또한 이들은 가짜 전쟁이라 불리게 되는 소규모 군사 작전을 수행했다.
1939년 9월 17일 독일-소련 불가침 조약에 따라 소련의 폴란드 침공이 시작되었다. 붉은 군대는 신속하게 진격했고, 폴란드군의 저항은 미미했는데, 그들이 마주친 폴란드군이 소련군과 교전하지 말라는 명령을 받았기 때문이었다. 약 250,000명에서 454,700명의 폴란드 군인 및 경찰이 소련 당국에 포로로 잡혀 억류되었다. 이들 중 몇몇은 풀려나거나 재빨리 도주했지만, 125,000명은 내무인민위원회가 운영하는 포로수용소에 수감되었다. 이들 중 42,400명의 병사들은 폴란드군에서 복무하던 우크라이나인과 러시아 백군으로 소련에 의해 병합된 폴란드 영토에서 살고 있었고, 10월에 풀려났다. 당시에 나치 독일의 통치를 받던 서부 폴란드에서 살고 있던 43,000명의 병사들은 독일군에 인계되었다. 결과적으로 소련군은 독일군으로부터 13,575명의 폴란드 수감자들을 받은 것이었다.

## 같이 보기
- 나치 독일과 소련의 폴란드 점령
- 독일이 저지른 전쟁 범죄
- 볼히니아와 동부 갈리치아의 폴란드인 학살
- 소련이 저지른 전쟁 범죄